# Another Future
「Another Future」（アナザーフューチャー）は、2014年8月13日にavex traxから発売されたKis-My-Ft2の11作目のシングル曲。

## 概要
CDシングルは、初回生産限定盤A・初回生産限定盤B・3rd Anniversary盤・キスマイSHOP盤の4形態で発売。通常盤の初回限定特典は「フォトブックレット」1種の封入。

## 収録曲
楽曲の作者を除き、ジャニーズ事務所公式サイトにおける紹介ページをもとに記述。

### CD
1. Another Future［3:56］
作詞：栗原暁、作曲：イワツボコーダイ、編曲：久保田真悟・栗原暁
  - 玉森裕太主演 テレビ朝日系ドラマ『信長のシェフ』主題歌
2. Perfect World［4:19］
作詞：Litz、作曲：CHOKKAKU・Takuya Harada・Joakim Bjornberg・Christofer Erixon、編曲：CHOKKAKU
  - Kis-My-Ft2出演 DHC「薬用アクネコントロールシリーズ」CMソング
3. 感じるままに輝いて［4:46］
作詞・作曲・編曲：山下和彰
3rd Anniversary盤のみ収録。

### DVD

#### 初回生産限定盤A
1. Another Future（MUSIC VIDEO）
2. Another Future（MUSIC VIDEO Making Movie）

#### 初回生産限定盤B
1. Perfect World（MUSIC VIDEO）
2. Perfect World（MUSIC VIDEO Making Movie）

### 特典

#### 3rd Anniversary盤
- フォトブックレット

#### キスマイSHOP限定盤
- オリジナルグッズ

## 収録作品
| 楽曲タイトル       | 収録                 | 収録                                                                   |
| ------------------ | -------------------- | ---------------------------------------------------------------------- |
| Another Future     | CDシングル           | 『Another Future』                                                     |
| Another Future     | ミュージック・ビデオ | 『Another Future』〈初回生産限定盤A〉                                  |
| Another Future     | ライブ映像           | 『2014Concert Tour『Kis-My-Journey』』                                 |
| Another Future     | CDアルバム           | 『KIS-MY-WORLD』                                                       |
| Another Future     | ライブ映像           | 『2015 CONCERT TOUR 『KIS-MY-WORLD』』                                 |
| Another Future     | CDアルバム           | 『I SCREAM』〈通常盤〉                                                 |
| Another Future     | CDアルバム           | 『BEST of Kis-My-Ft2』                                                 |
| Another Future     | ミュージック・ビデオ | 『BEST of Kis-My-Ft2』〈初回盤A〉                                      |
| Another Future     | ライブ映像           | 『Kis-My-Ftに逢えるde Show 2022 in DOME』                              |
| Perfect World      | CDシングル           | 『Another Future』                                                     |
| Perfect World      | ミュージック・ビデオ | 『Another Future』〈初回生産限定盤B〉                                  |
| Perfect World      | CDアルバム           | 『KIS-MY-WORLD』                                                       |
| Perfect World      | ライブ映像           | 『2015 CONCERT TOUR 『KIS-MY-WORLD』』〈通常盤〉                       |
| Perfect World      | ミュージック・ビデオ | 『BEST of Kis-My-Ft2』〈初回盤A〉                                      |
| 感じるままに輝いて | CDシングル           | 『Another Future』〈3rd Anniversary盤〉                                |
| 感じるままに輝いて | ライブ映像           | 『LIVE TOUR 2018 Yummy!! you&me』〈Blu-ray盤〉                         |
| 感じるままに輝いて | CDアルバム           | 『BEST of Kis-My-Ft2』〈初回盤A〉                                      |
| 感じるままに輝いて | ライブ映像           | 『LIVE TOUR 2021 HOME』                                                |
| 感じるままに輝いて | ライブ映像           | 『Two as One』〈ファンクラブ限定盤〉 （Kis-My-Ftに逢えるde Show 2022） |